# Кімберлі Кейн
Кімберлі Кейн (англ. Kimberly Kane, нар. 28 серпня 1983 року, Такома, США) — американська порноакторка. 
З 2004 року по 2006 року була заручена з режисером Джеком Зіппером. Подруга порноакторки Ешлі Блу.

## Премії та нагороди
- 2006 AVN Award — Best Group Sex Scene in a Video — Squealer
- 2006 AVN Award — Best Oral Sex Scene in a Video — Squealer[5]
- 2007 номінація на AVN Award — Best Oral Sex Scene, Video — Naked and Famous (разом із Лексі Лав)
- 2009 AVN Award — Best All-Girl 3-Way Sex Scene — Belladonna's Girl Train[6]
- 2010 номінація на AVN Award — Best All-Girl Group Sex Scene — Party of Feet (разом із Беладонною, Лексі Белл, Evie Delatosso, Медісон Іві, Georgia Jones, Alexa Jordan, Адріанною Ніколь, Боббі Старр та Алексіс Тексіс)[7]
- 2010 AVN Award — Best Actress — The Sex Files: A Dark XXX Parody[8]
- 2010 XBIZ Award — Acting Performance of the Year, Female — The Sex Files: A Dark XXX Parody[9]
- 2010 XRCO Award — Single Performance, Actress — The Sex Files: A Dark XXX Comedy[10]
- 2011 AVN Award — Best Three-Way Sex Scene (G/G/B) — The Condemned[11]